# Amigo, mon colt a deux mots à te dire
Pour les articles homonymes, voir Amigo.
Pour plus de détails, voir Fiche technique et Distribution.
Amigo, mon colt a deux mots à te dire (Si può fare... amigo) est un film italo-franco-espagnol réalisé par Maurizio Lucidi, sorti en 1972.

## Synopsis
Malgré sa force extraordinaire, Hiram Coburn manque cruellement de courage. Ayant deshonoré la sœur de Sonny Bronston, celui-ci poursuit Coburn pour l'obliger à épouser la jeune femme et le tuer ensuite.

## Fiche technique
- Titre français : Amigo, mon colt a deux mots à te dire
- Titre original italien : Si può fare... amigo
- Titre espagnol : En el oeste se puede hacer... amigo
- Réalisation : Maurizio Lucidi
- Scénario : Rafael Azcona et Albert Kantoff d'après une histoire d'Ernesto Gastaldi
- Photographie : Aldo Tonti
- Montage : Renzo Lucidi
- Production : Jacques Roitfeld
- Genre : western spaghetti, comédie
- Pays :  Italie /  Espagne /  France
- Durée : 100 minutes
- Dates de sortie :
  -  Italie : 31 mars 1972
  -  Allemagne de l'Ouest : 9 juin 1972
  -  Espagne : 25 mai 1973

## Distribution
- Bud Spencer (VF : Claude Bertrand) : Hiram Coburn
- Jack Palance (VF : Jacques Berthier) : Sonny Bronston
- Renato Cestiè : Chip Anderson
- Francisco Rabal (VF : Edmond Bernard) : Franciscus
- Dany Saval (VF : Elle-même) : Mary Bronston
- Luciano Catenacci (VF : Henri Lambert) : James
- Manuel Guitian (VF : Harry-Max) : l'oncle de Chip
- Cleri Dante (VF : Georges Hubert) : le docteur
- Franco Giacobini (VF : Henri Crémieux) : l'homme qui mange de la terre
- Sal Borgese (VF : Jean-Louis Maury) : un shérif adjoint
- Raffaelo Mottola (VF : Jacques Chevalier) : le directeur de la banque
- Dominique Badou (VF : Régine Blaess) : la veuve Warren
- Riccardo Pizzuti (VF : Henri Lambert) : un homme de main

## À noter
C'est la première fois que Bud Spencer joue en solo dans un film depuis le succès des Trinita. Parallèlement, Terence Hill tournait de son côté un autre western : Et maintenant, on l'appelle El Magnifico.